# Baráth Zoltán (biológus)
Baráth Zoltán (Pestújhely, 1924. március 1. – Nagykanizsa, 1982. október 2.)  biológus, egyetemi tanár.

## Életrajza
1924 március 1-én született Pestújhelyen. 1943-ban iratkozott be a budapesti tudományegyetemre, tanulmányait azonban a háború megszakította, a hadifogságból visszatérve 1950-ben szerzett oklevelet, majd az Agrártudományi Egyetem Kertészeti Karán lett tanársegéd. 1957-től gimnáziumban tanított, később a Természettudományi Múzeum Növénytárának kutatója lett.
1965–75 között az MTA Vácrátóti Botanikai Kutató Intézetében dolgozott. 1966-ban doktorált. 1975-ben kinevezték Nagykanizsára, az Agrártudományi Egyetem Agronómiai Karára, tanszékvezetővé, itt dolgozott haláláig.

## Munkássága
Florisztikai és taxonómiai tárgyú publikációi a Földrajzi Értesítőben, az MNM folyóiratában és a vácrátóti intézet kiadványaiban jelentek meg. Az Akadémiai Kiadó Biológiai Lexikonának munkatársa volt.
1967-ben részt vett a növénytársulások ökológiai minősítésére és összehasonlítására szolgáló úgynevezett TWR értékekről összeállított alapvető tanulmány elkészítésében. Jelentős részt vállalt a Bükk-hegységi vegetáció-kutatásban és az országos gyomfelvételezésekben. Értékesek a felhagyott szőlőkről készített növénytakaró-vizsgálatai is.

## Főbb munkái
- Növények rendszerezése. – Növénytársulások. (Bartossik Béla: Növénytan. Átdolgozva is Görgényi Lászlónével, Terpó Andrással. (Mezőgazdasági Szakkönyvtár. 3. Budapest, 1953; 4. kiad. 1957)
- A bükkhegységi növényföldrajzi térképezés erdőgazdasági vonatkozásai. 1–3. Horánszky Andrással, Jakucs Pállal, Zólyomi Bálinttal. (Az Erdő, 1954)
- A növényföldrajz alapjai. (Budapest, 1956)
- Hazai Euonymusainkról. (Botanikai Közlemények, 1956)
- A botanikus kert jelentősége a biológia oktatásában. (A Biológia Tanítása, 1968)
- Növénytakaró-vizsgálatok felhagyott szőlőkben. Egyetemi doktori értekezés is. (Földrajzi Értesítő, 1963)
- A Solanum genus Morella szekciójának vizsgálatáról. 1–2. Máthé Imrével. (Botanikai Közlemények, 1973)
- A Bükki Nemzeti Park flóra és vegetáció jellemzése. Kézirat. (Budapest, 1978)